# Alisa Antipina
Alisa Borisovna Antipina (Russisch: Алиса Борисовна Антипина) (Kirgizië, 1938) was een basketbalspeelster. Ze kwam uit voor het nationale team van de Sovjet-Unie. Ze werd Meester in de sport van de Sovjet-Unie, Internationale Klasse.

## Carrière
Antipina speelde haar gehele carrière bij Dinamo Novosibirsk sinds 1960. Met het nationale team van de Sovjet-Unie won Antipina twee keer goud in 1964 en 1967 op het Wereldkampioenschap en één keer goud op het Europees Kampioenschap in 1968.

## Erelijst
- Wereldkampioenschap: 2
  - Goud: 1964, 1967
- Europees Kampioenschap: 1
  - Goud: 1968